# Кобаясі Масато
Кобая́сі Маса́то (яп. 小林 雅人; *10 березня 1979, Тіба, Префектура Тіба, Японія) — японський спортсмен, професійний кікбоксер. Дворазовий переможець Гран-прі K-1 у середній ваговій категорії (2003, 2008 роки), дворазовий фіналіст Гран-прі у середній ваговій категорії (2004, 2007 роки).